# 이유미 (식물학자)
이유미(李惟美, 1962년 2월 28일~ )는 대한민국의 식물분류학자이다. 1999년 국립수목원이 개원되는 데 기틀을 마련하였다. 2014년 제9대 국립수목원장에 취임하면서 산림청이 1967년 개청한 뒤 47년 만의 첫 여성 고위공무원이 되었다. 국립수목원 초기의 연구직 공무원이 원장이 된 첫 사례이다.

## 약력
1985년 2월에 서울대학교 임학과를 졸업하고, 1987년에 동 대학원 임학과 석사를 1992년에 동 대학원 산림자원학과 박사를 졸업했다.
1994년 산림청 임업연구원 수목원과에서 임업연구사로 공직을 시작했다. 2014년 4월에 제9대 국립수목원장, 개방형 공모를 통해 2017년 9월에 제10대 국립수목원장에 올랐다. 2020년 세종시에 새로 개원하는 세종국립수목원의 원장으로 부임하였다.

## 저서
- 《우리가 정말 알아야 할 우리 나무 백 가지》(1995, 현암사) (2005 증보판, 2015 개정증보판) : 식물학 도서로는 이례적으로 19쇄를 찍은 스테디셀러이다. 이유미가 “글을 쓰기 이전엔 나무와 머리로 만났다면, 글을 쓰면서는 마음으로 만났어요. 100가지 나무 하나하나와 사연을 공유하고 감정을 이입했습니다. 식물학자들은 일생에 참 많은 식물을 만나지만 그렇게 고민하는 시간은 좀처럼 갖지 못합니다. <우리 나무 백 가지>는 제 인생을 바꾼 책입니다.”라고 말했다. 이 책을 읽고 숲해설가 혹은 식물학자가 되기로 한 이도 많다. 출판계에서도 《우리 나무 백 가지》 이후 대중을 위한 식물학 도서들이 잇달아 출간되는 등 세상에 많은 영향을 끼친 책이다.[5]
- 《한국의 야생화》(2003, 다른세상)
- 《광릉 숲에서 보내는 편지 》(2004, 지오북)
- 《내 마음의 야생화 여행》(2011, 진선북스)
- 《내 마음의 나무 여행》(2012, 진선북스)